# Sunnyside (Oregon, Umatilla megye)
Sunnyside az Amerikai Egyesült Államok Oregon államának Umatilla megyéjében, az Oregon Route 332 és az Oregon Route 339 csomópontjában elhelyezkedő önkormányzat nélküli település.
Egykor érintette a Walla Walla Valley Railway vasútvonala. Itt működött az Inland Fir Company fűrészüzeme, valamint 1952 és 1958 között a Nebraska Bridge Supply and Lumber Co. fafeldolgozója.

## Fordítás
- Ez a szócikk részben vagy egészben  a   Sunnyside, Umatilla County, Oregon című angol Wikipédia-szócikk ezen változatának fordításán alapul.  Az eredeti cikk szerkesztőit annak laptörténete sorolja fel. Ez a jelzés csupán a megfogalmazás eredetét és a szerzői jogokat jelzi, nem szolgál a cikkben szereplő információk forrásmegjelöléseként.